# Exequiel Beltramone
Exequiel Darío Beltramone (Frontera, Provincia de Santa Fe, Argentina; 9 de febrero de 1999) es un futbolista argentino. Juega como mediocampista ofensivo o enganche y su primer equipo fue Mitre de Santiago del Estero. Actualmente milita en Chacarita Juniors de la Primera Nacional de Argentina.

## Trayectoria
Comenzó su carrera jugando de niño en el Deportivo Sebastián de la ciudad cordobesa de San Francisco y luego se sumó a las divisiones inferiores de Talleres de Córdoba.
En abril de 2017 hizo su debut en Reserva, aunque aún no lo hizo en el primer equipo. Sin embargo, unos meses después firmó su primer contrato, que lo vincula a Talleres hasta 2021. En junio ganó con Talleres el Torneo de Reserva y luego fue citado a la Selección Argentina Sub-20. Fue uno de los dos futbolistas citados que actuaban en clubes indirectamente afiliados.
El 21 de junio del 2023, se marchó cedido a Chacarita Juniors, de la Primera B Nacional.

## Clubes
| Club                            | País      | Año         |
| ------------------------------- | --------- | ----------- |
| Talleres de Córdoba             | Argentina | 2017-Act.   |
| Mitre (SdE) (cedido)            | Argentina | 2019        |
| Racing de Córdoba (cedido)      | Argentina | 2020        |
| Sportivo Las Parejas (cedido)   | Argentina | 2020        |
| Flat Earth (cedido)             | España    | 2021        |
| Tlaxcala (cedido)               | México    | 2021 - 2022 |
| Gimnasia y Esgrima (J) (cedido) | Argentina | 2022 - 2023 |
| Chacarita Juniors (cedido)      | Argentina | 2023 - Act. |